# Otto Schneider (Politiker, 1904)
Otto Schneider (* 8. November 1904 in Neumark; † 22. Dezember 1992 in Zwickau) war ein deutscher Politiker (SED). Er war von 1954 bis 1958 Oberbürgermeister der Stadt Zwickau.

## Leben
Schneider erlernte nach dem Besuch der Volksschule den Beruf des Webers. Er wurde Mitglied der Kommunistischen Partei Deutschlands (KPD) und war von 1929 bis 1933 Gemeindevertreter der KPD in Reuth, Kreis Reichenbach. Nach 1933 leistete er illegale Widerstandsarbeit und war er jahrelang im Zuchthaus und im KZ Aschendorfer Moor inhaftiert. Er musste Kriegsdienst im Strafbataillon 999 leisten und war bis 1947 in Kriegsgefangenschaft.
Nach seiner Rückkehr in die Sowjetische Besatzungszone wurde er Mitglied der Sozialistischen Einheitspartei Deutschlands (SED) und 1948 Bürgermeister in Reinsdorf. 1949 wurde er Sekretär für Kommunalpolitik der SED-Kreisleitung Zwickau, 1950 Stadtrat für Inneres von Zwickau. Von 1953 bis 1954 fungierte er als Vorsitzender des Rates des Kreises Hohenstein-Ernstthal. Von 1954 bis 1958 übte er das Amt des Oberbürgermeisters von Zwickau aus und von September 1958 bis April 1961 war er 1. Stellvertreter des Vorsitzenden des Rates des Bezirkes und gleichzeitig Abgeordneter des Bezirkstages Karl-Marx-Stadt. Vom Juni 1961 bis März 1967 war er schließlich Vorsitzender der Bezirksrevisionskommission Karl-Marx-Stadt der SED. Anschließend wirkte er als stellvertretender Vorsitzender der Bezirkskommission zur Betreuung alter verdienter Parteimitglieder. Im Oktober 1984 wurde er mit dem Vaterländischen Verdienstorden in Gold ausgezeichnet.